# Adagio for Strings

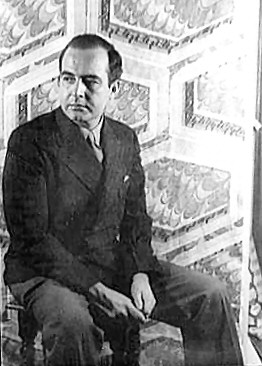
Samuel Barber

Adagio for Strings is een compositie van de Amerikaanse componist Samuel Barber. Het is een van zijn meest gespeelde werken.
Barbers Adagio for Strings is een bewerking voor strijkorkest van het middendeel (Molto adagio) van zijn driedelige Eerste strijkkwartet uit 1936. De componist verklaarde dat het was geïnspireerd op de Georgica van Vergilius. In januari 1938 stuurde Barber de partituur naar de dirigent Arturo Toscanini. Die stuurde het stuk terug zonder commentaar, waardoor Barber geïrriteerd raakte. Hierop liet Toscanini (die om zijn fenomenaal geheugen bekendstond) via een vriend weten dat hij het stuk al in zijn geheugen had opgeslagen. De première vond plaats op 5 november 1938 in een radio-uitzending vanuit het Rockefeller Center in New York door het NBC Symphony Orchestra onder leiding van Toscanini.
Door de langzame, slepende strijkerslijnen en de toonsoort bes-mineur klinkt het stuk droevig. Daarom wordt het vaak ten gehore gebracht bij begrafenissen, crematies en herdenkingen.
Het afspelen van audio wordt niet ondersteund in uw browser. U kunt het audiobestand downloaden.
Barber bewerkte het stuk in 1967 ook voor achtstemmig koor op de tekst van het Agnus Dei. Ook dit werd beroemd en wordt vaak gezongen. Het koorarrangement gaat tot in extremen van wat met de menselijke stem mogelijk is, dynamisch (zacht tot hard) en ook qua stembereik. De baspartij gaat tot zeer lage tonen en de sopraanpartij tot uitzonderlijk hoge tonen.

## Populariteit
- Het Adagio for Strings werd op verzoek van first lady Jacqueline Kennedy op 25 november 1963 gespeeld in een nationaal uitgezonden radioconcert ter nagedachtenis aan haar echtgenoot, de drie dagen eerder vermoorde president John F. Kennedy.
- Het werd gespeeld bij de begrafenissen van Albert Einstein (1955) en prinses Gracia van Monaco (1982).
- Het werd gebruikt in de soundtracks van de films The Elephant Man (1980) van David Lynch en Platoon (1986) van Oliver Stone.
- Een danceversie werd gemaakt door William Orbit en later bewerkt door Ferry Corsten en DJ Tiësto. Hij draaide zijn versie van het nummer bij de openingsceremonie van de Olympische Spelen 2004.
- Het stuk beïnvloedde onder anderen The Beatles en werd gebruikt bij live-optredens van Deep Purple en in een koorversie door P. Diddy.
- Het is te horen in de tussenfilmpjes van het computerspel Homeworld (Game of the Year 1999).
- The Cure gebruikte het stuk voor aanvang van de concerten die in 2000 gegeven werden (Dream Tour)